# محو شدن در تاریکی (فیلم ۲۰۰۴)
محو شدن در تاریکی (انگلیسی: Fade to Black) یک فیلم مستند در سال ۲۰۰۴ و در مورد حرفه رپر آمریکایی جی-زی است. همچنین بسیاری از نام‌های معروف دیگر در موسیقی هیپ هاپ نیز در فیلم حضور دارد. کنسرت زنده فیلم در مدیسن اسکوئر گاردن قرار بود آخرین اجرای جی ز باشد، زیرا وی قصد خود را برای کناره‌گیری از این صنعت اعلام کرده بود.

## بازیگران
موسیقی‌دان‌های زیر در فیلم حضور دارند:
- جی-زی
- مری جی. بلایژ
- فاکسی براون
- شان کامز
- دیمون دش
- میسی الیوت
- آر. کلی
- بیانسه
- آشر